# Aeródromo de El Tamarindo
El aeródromo de El Tamarindo (OACI: MSET), también conocido como el aeródromo de El Jagüey, es un aeródromo de aviación general que sirve al pueblo costero de El Tamarindo en el golfo de Fonseca en el departamento de La Unión de El Salvador.
La pista de aterrizaje atraviesa la punta de la península en dirección noroeste-sureste en la costa occidental del golfo de Fonseca. Las aproximaciones en ambos lados de la pista son sobre el agua del golfo.